# ماریو برمجو
ماریو برمجو (انگلیسی: Mario Bermejo؛ زادهٔ ۷ اکتبر ۱۹۷۸) بازیکن فوتبال اهل اسپانیا است.
از باشگاه‌هایی که در آن بازی کرده‌است می‌توان به باشگاه فوتبال راسینگ سانتاندر، باشگاه فوتبال رکریتیوو اوئلوا، باشگاه فوتبال اتلتیک بیلبائو، باشگاه فوتبال آلباسته بالومپیه، باشگاه فوتبال آلمریا، باشگاه فوتبال ایبار، باشگاه فوتبال سلتاویگو، باشگاه فوتبال خرز، و باشگاه فوتبال اتلتیک بیلبائو بی اشاره کرد.
وی همچنین در تیم‌های ملی فوتبال زیر ۱۶ سال اسپانیا و زیر ۱۸ سال اسپانیا بازی کرده‌است.